# Axelse Gat
Het Axelse Gat (ook Kanaal van Axel genoemd) was een zijarm van de Braakman, een voormalige zeearm van de Westerschelde in de Nederlandse regio Zeeuws-Vlaanderen.
Deze liep in oostelijke richting en voorzag de plaats Axel van een verbinding met zee. Ten zuidwesten en ten zuidoosten van Axel bevond zich nog een uitgestrekt schorregebied.
Het Axelse Gat ontstond tegelijk met de Braakman, in 1375 en het stond, mede door de inundaties die omstreeks 1585 plaatsvonden, in verbinding met het Hellegat en via deze waterweg met Hulst.

## Geschiedenis
Vooral in 1790 werd, door de totstandkoming van de Beoosten Blijpolder, deze waterweg afgesneden.
Toen in 1827 het Kanaal Gent-Terneuzen tot stand kwam werd daartoe het Axelse Gat ter hoogte van Sluiskil afgedamd met de Kapitale Dijk. Aan de oostzijde werd het Zijkanaal C aangelegd, dat de scheepvaart naar Axel mogelijk moest maken. Dat verliep via een sluis, de Axelsche Sassing, die uitkwam op de Axelse Kreek. De vaarweg werd doorgetrokken als het Zijkanaal naar Hulst, opdat ook Hulst weer een haven zou kunnen verkrijgen. Dit laatste zijkanaal is door allerlei verwikkelingen nooit gereedgekomen.
Aan de oostzijde ontstond nu, als overblijfsel van het Axelse Gat, een ondiep water: de Axelse Vlakte. Er liep hier nog een aftakking van het Axelse Gat naar de Zwartenhoekse Sluis, een spuisluis die de uitwatering verzorgde naar deze aftakking. De aftakking werd echter in 1825 ingepolderd (Smidsschorrepolder), met openlating van de geul. De geul werd echter in 1845 eveneens ingepolderd, waarbij de Emmapolder ontstond.
Deze werd gebruikt om zand te bergen dat bij het graven van het Kanaal Gent-Terneuzen vrijkwam. Bij de verbreding van dit kanaal, uitgevoerd van 1900-1910 kwam zodoende de Dekkerspolder tot stand, die echter geen polder is in de eigenlijke zin van het woord, daar ze door ophoging tot stand is gekomen.
Ook aan de westzijde van het Kanaal Gent-Terneuzen werd het Axelse Gat geleidelijk ingepolderd. Zo ontstonden -van oost naar west- de Louisapolder (1844), de Pierssenspolder (1864), de Visartpolder (1869) de Bontepolder (1887) en de Van Wuyckhuisepolder (1912). Sluitstuk was de inpoldering van de Braakman in 1952.
De Axelse Gatweg in het zuidoostelijk deel van de Braakmanpolder herinnert nog aan de naam van dit water.
Op 27 mei 2013 werd een viaduct in de toeleidende weg naar de Sluiskiltunnel in gebruik genomen. Het nieuwe viaduct heeft de naam Axelsche Gat gekregen, omdat het precies op de plaats ligt waar tot 1864 een deel van het Axelsche Gat lag. In 1864 werd dit deel van de Axelsche Gat ingepolderd. Er is hier bewust gekozen voor de oude spelling met "ch". Dit omdat ten tijde van het invoeren van de nieuwe spelling het oorspronkelijke Axelsche Gat al niet meer bestond. 